# Nahegau

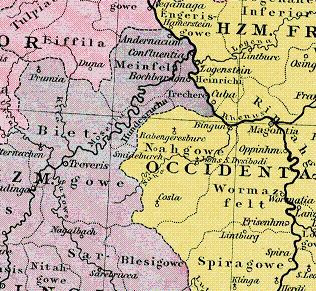
El Nahegau ("Nahgowe") vers l'any 1000

El Nahegau va ser una jurisdicció feudal d'Alemanya administrada per comtes del rei, a l'àrea d'influència del riu Nahe i gran part de l'actual Rheinhessen l'àrea del qual es va estendre a les zones properes al Rin al segle X a costa de l'expansió pel Wormsgau, adquirint Ingelheim (937), Spiesheim (960), Saulheim (973) i Flonheim (996) arribant la seva frontera sud al riu Selz, que formava el límit amb el Wormsgau.
El Nahegau va ser una de les possessions centrals dels conradians o sàlics, i des de la meitat del segle xi dels emicònides o emicons. La família dels Emicònides van ser després comtes de Veldenz, senyors de wildgravis i raugravis. És probable que la casa de comtes de Leiningen derivi dels emicònides.
Com a comtes a Nahegau s'esmenten:
1. Werner o Warneharius (probablement † vers 920), comte de Nahegau, Speyergau i Wormsgau al de voltant 890/910, casat amb una dama dels conradians.
2. Conrad el Roig († 955), el seu fill, comte de Nahegau, Speyergau, Wormsgau i Niddagau, duc a Francònia, duc de Lotaríngia (945-953) casat amn Liutgarda de Saxònia (931, † 953) filla del rei luidolfinf Otó I.
3. Otó I de Worms (o Otó I de Carintia) († 1004), fill de l'anterior, comte a Nahegau, Speyergau, Wormsgau, Elsenzgau, Kraichgau, Enzgau, Pfinzgau i Ufgau, duc de Caríntia
4. Conrado II de Caríntia o Conrad II el Jove (vers 1003, † 1039), el seu net, comte a Nahegau, Speyergau i Wormsgau, duc de Caríntia 1036-1039